# Futbol'nyj Klub Ėnergija Voronež
Il Futbol'nyj Klub Ėnergija Voronež, in caratteri cirillici Футбольный клуб «Энергия» Воронеж, e più nota in patria semplicemente come Ėnergija (dal russo, Energia) è una squadra di calcio femminile russa con sede a Voronež. Alla stagione 2014, con cinque campionati vinti è la squadra più titolata del campionato russo femminile di calcio e una delle più rappresentative del panorama calcistico russo in ambito femminile.
Dopo aver partecipato a numerosi campionati di vertice, a causa di difficoltà economiche dal 2012 la società non è stata più in grado di attingere a giocatrici di rilievo con conseguente declino nelle prestazioni e la retrocessione al livello inferiore del campionato russo di categoria.

## Palmarès
- Campionato russo: 5

1995, 1997, 1998, 2002, 2003.
- Coppa di Russia: 7

1993, 1995, 1996, 1997, 1999, 2000, 2001.